# Calymperes rubiginosum
Calymperes rubiginosum là một loài rêu trong họ Calymperaceae. Loài này được Mitt. W.D. Reese mô tả khoa học đầu tiên năm 1975.